# Белый Камень (Львовская область)
Бе́лый Ка́мень (укр. Білий Камінь) — село в Золочевской городской общине Золочевского района Львовской области Украины.
Белый Камень расположен в долине реки Западный Буг в 13 километрах к северу от районного центра — г. Золочев и в 11 километрах юго-западнее поселка Олеско. Восточнее Белого Камня простирается массив Вороняки (часть Подольской возвышенности) с горами Подлискою, Святой и Жулицкой.
Население по данным 2025 года составляет 775 человек. Занимает площадь 1,944 км². Почтовый индекс — 80710. Телефонный код — 3265.

## История
Первое письменное упоминание про село Белый Камень относится к 1493 году. Эта дата указана в книге К. Жмигродзкого «Повят Злочув» 1927 г. По преданию местных жителей название села Белый Камень связано с тем, что здесь есть много белого камня — опоки.
Первыми жителями села были гончары. В 1600 году графиня Тереза, жена одного из крупных землевладельцев магнатов Вишневецких, выселила часть гончаров в лес.
В 1611 году князь Юрий Вишневецкий вместе с женой на правом берегу реки Западный Буг построил замок. В замке в семье князя Яремы Вишневецкого и жены Гризельды родился сын Михаил, ставший впоследствии королём Польши (1669—1673 г.). При замке был парк с прудом площадью 28 га, который по красоте занимал второе, после Стрыйского парка во Львове, место в Европе.
Близ замка Вишневецких в 1613 году был построен костел. Сейчас здесь находится выставочный зал Львовской картинной галереи.
В 1614 году село Белый Камень перерастает в городок. В сентябре 1648 года Богун штурмом овладел замком Вишневецких. Войска Б. Хмельницкого захватили город.
В 1632 году Белый Камень получило привилегии от Белзкого воеводы Константина Вишневецкого, а в 1682 году ему предоставлено Магдебургское право.

## Известные уроженцы
- Руткович, Иван (около 1650 — начало XVIII века) — выдающийся мастер живописи эпохи украинского барокко. Иконописец.
- Гринберг, Ури Цви (1896—1981) — известный израильский поэт и журналист, писавший на идиш и иврите.

## Фотографии

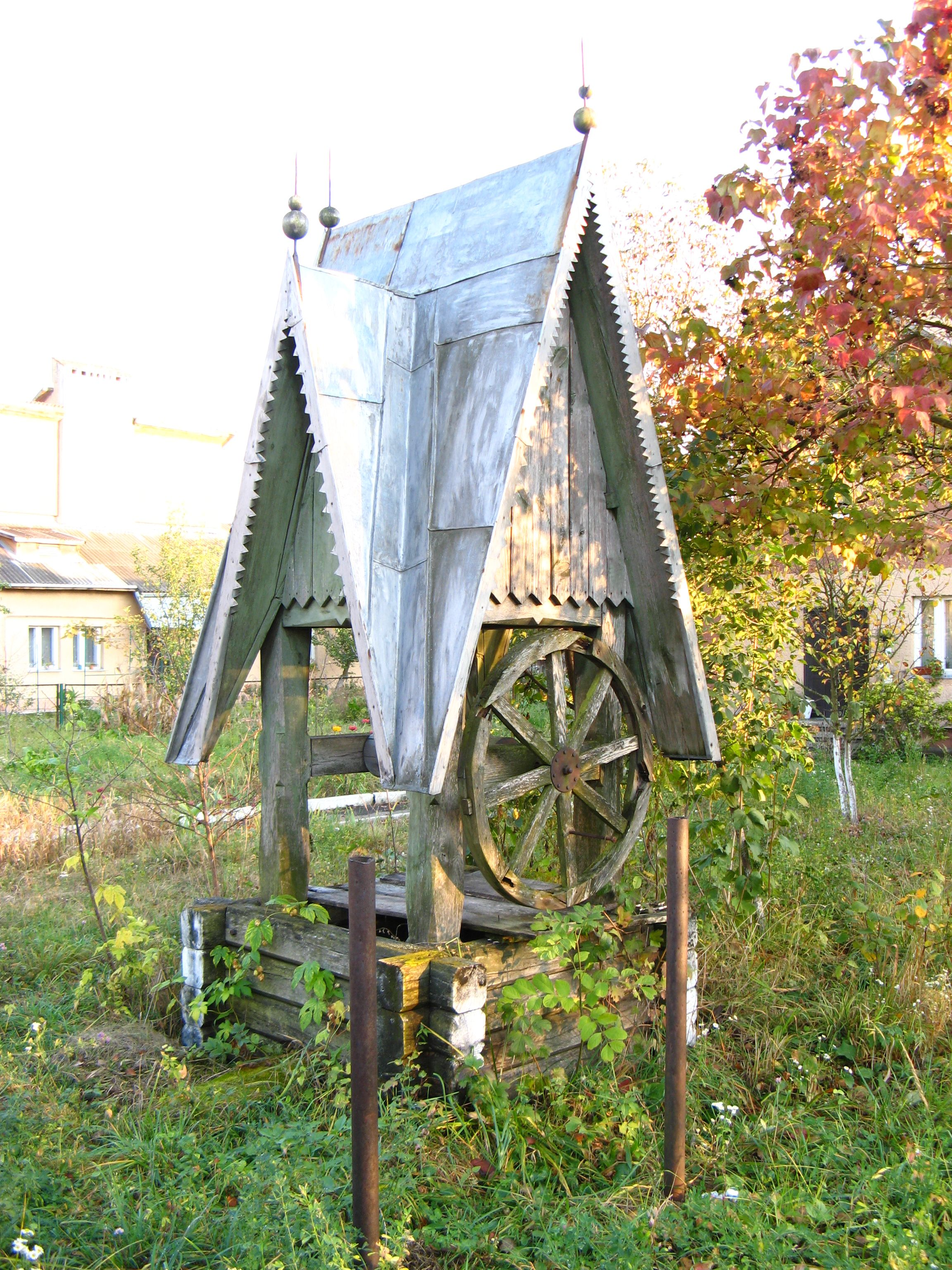
Декоративный колодец
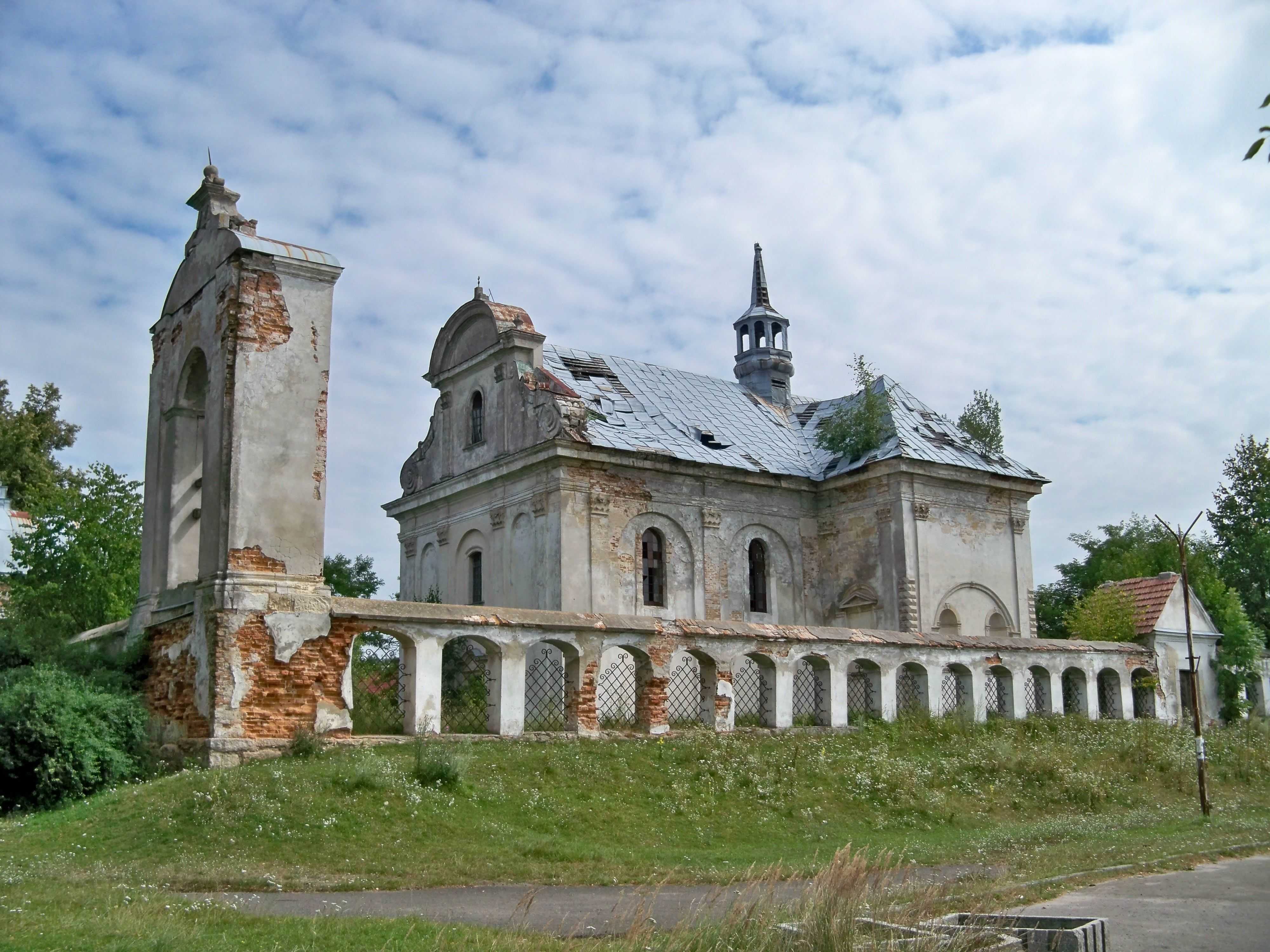
Костёл Рождества Богородицы XVII ст.
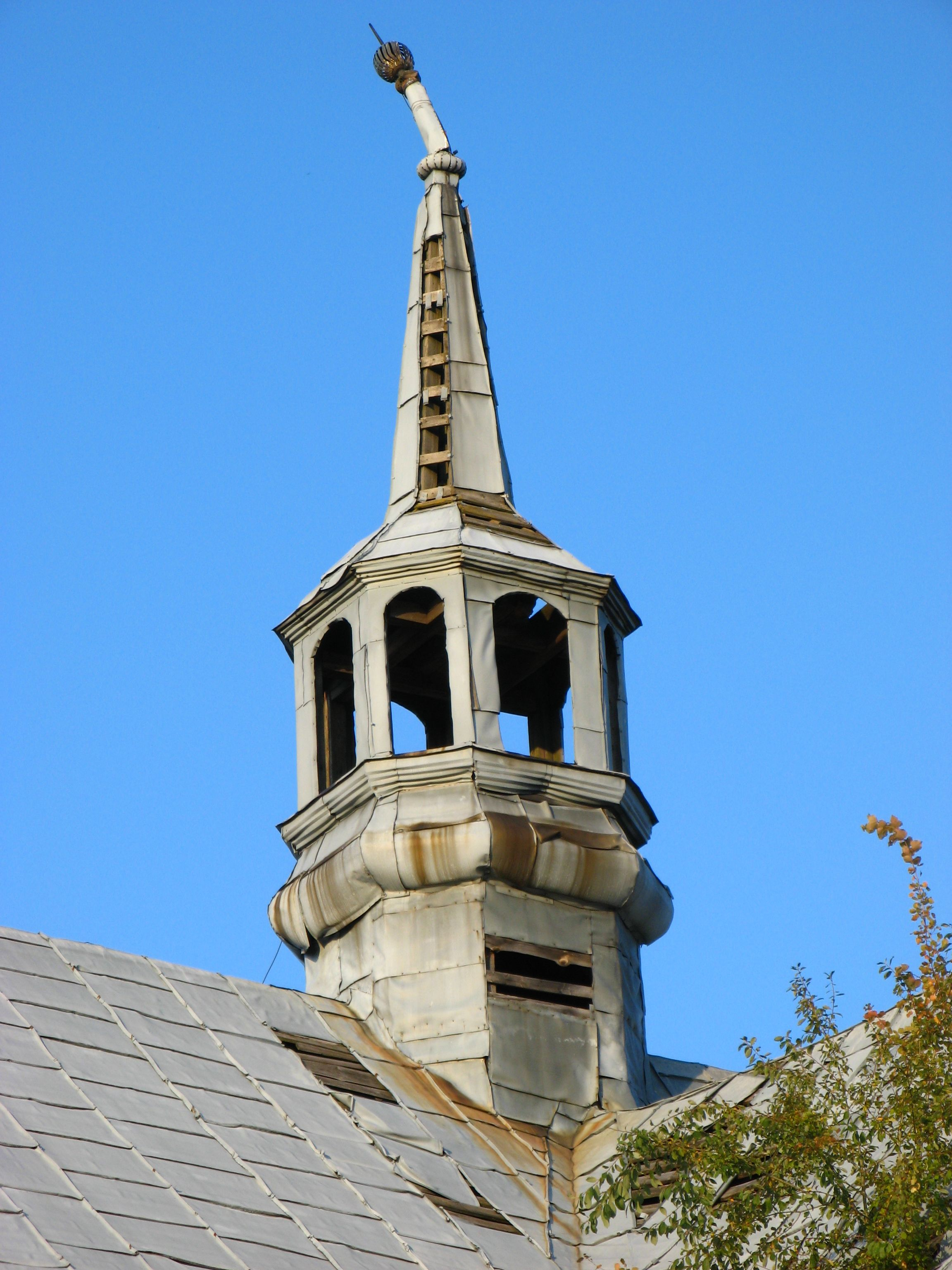
Сигнатурка на костёле

## Ссылки

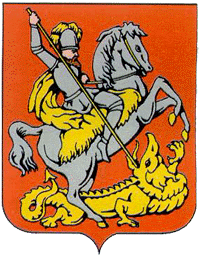
Старый герб села Белый Камень, 1682 г.